# Niko Mikkola (ur. 1997)
Niko Mikkola (ur. 4 stycznia 1997 w Oulu) – fiński hokeista.

## Kariera
- Kärpät U16 (2012-2013)
- Kärpät U18 (2013-2016)
- Kärpät U20 (2016-2018)
- RoKi U20 (2018/2019)
- RoKi (2018-2020)
- SaPKo (2020-2021)
- Visby/Roma HK (2021)
- Kiekko-Vantaa (2021-2022)
- GKS Katowice (2022)
- HSC Csíkszereda (2023-)

Wychowanek klubu Oulun Kärpät w rodzinnym mieście. Grał w jego drużynach juniorskich. Później występował w seniorskich zespołach RoKi (od 2018) i SaPKo (od kwietnia 2020) w lidze Mestis. W lutym 2021 przeszedł do szwedzkiej drużyny Visby/Roma HK w rozgrywkach Hockeyettan. Na sezon 2021/20221 został wypożyczony z Jokeritu do Kiekko-Vantaa. W lipcu 2022 został zaangażowany do GKS Katowice w Polskiej Hokej Lidze. 29 grudnia 2022 ogłoszono rozwiązanie jego umowy.

## Sukcesy
Klubowe
- Złoty medal U16 SM-sarja: 2013 z Kärpät U16
- Złoty medal U18 SM-sarja: 2015, 2016 z Kärpät U18
- Srebrny medal U20 SM-liiga: 2018 z Kärpät U20
- Superpuchar Polski: 2022 z GKS Katowice